# Associazione Calcio Cesenatico
L'Associazione Calcio Cesenatico, nota anche come Real Cesenatico, è stata una società calcistica italiana con sede nella città di Cesenatico.

## Storia
La società fu fondata nel 1932 da Alfiero Moretti, a cui venne successivamente intitolato il campo di gioco.
Nel 1952 l'Unione Sportiva Cesenatico, cessa di fatto la sua attività. Dopo solo un anno avviene la fondazione della Polisportiva "Alfiero Moretti", che verrà inserita nel campionato di Prima Divisione.
Nel 1959 La Polisportiva Alfiero Moretti, squadra militante nel campionato di Prima Categoria girone A Emilia Romagna, effettua una fusione con la Polisportiva Ad Novas, squadra militante in Seconda Categoria girone A, dalla quale nasce l'Unione Sportiva Cesenatico "Alfiero Moretti" che verrà iscritta al campionato di Prima Categoria.
Nel 1973 l'Unione Sportiva Cesenatico "Alfiero Moretti", società iscritta al campionato di Prima Categoria girone A, effettua una fusione con l'Unione Sportiva I Delfini, squadra partecipante al campionato di Seconda Categoria girone A, dalla quale nasce l'Unione Sportiva Cesenatico. La categoria di merito è quella della "Alfiero Moretti".
Nella stagione 1982-1983 il Real Cesenatico vinse il campionato di Serie D e venne promosso in Serie C2, categoria nella quale militò per quattro stagioni.

## Palmarès

### Competizioni nazionali
- Campionato Interregionale: 1

1982-1983 (girone F)

### Competizioni regionali
- Eccellenza: 1

2006-2007 (girone B)
- Prima Categoria: 3

1960-1961 (girone A), 1968-1969 (girone A, Emilia-Romagna), 1999-2000 (girone H)
- Coppa Italia Dilettanti Emilia-Romagna: 1

2008-2009

### Competizioni giovanili
- Campionato regionale Allievi: 1

1990-1991
- Trofeo Emilia, categoria Allievi: 1

1971

### Altri piazzamenti
- Eccellenza:

Secondo posto: 2009-2010 (girone B)
- Promozione:

Secondo posto: 1980-1981 (girone A), 1994-1995 (girone A), 2000-2001 (girone D)
Terzo posto: 1975-1976 (girone A), 1977-1978 (girone A), 1978-1979 (girone A)
- Prima Categoria:

Secondo posto: 1974-1975 (girone A)
- Prima Divisione:

Secondo posto: 1956-1957 (girone A)
Terzo posto: 1955-1956 (girone A)
- Seconda Divisione:

Secondo posto: 1947-1948 (girone A)
- Coppa Italia Dilettanti:

Semifinalista: 1978-1979
- Coppa Italia Dilettanti Emilia-Romagna:

Finalista: 2003-2004